# Podoctidae
Podoctidae – rodzina pajęczaków z rzędu kosarzy i podrzędu Laniatores zawierająca około 130 opisanych gatunków. 

## Opis
Przedstawiciele tej rodziny osiągają od 2,5 do 5 mm długości ciała, a rozpiętość ich odnóży waha się od 3 do 30 mm. Większość gatunków jest barwy od brązowej do żółtej, jednak niektóre są ciemnozielone. Nogi mogą być żółto-czarno prązkowane. Charakteryzują się wyjątkową budową penisa.

## Występowanie
Większość gatunków zamieszkuje Azję Południowo-Wschodnią, szczególnie Nową Gwineę. Ponadto występują w Melanezji, Mikronezji, Japonii, Indiach, Sri Lance, Mauritiusie, Madagaskarze, Seszelach i środkowej Afryce.

## Nazwa
Nazwa rodzajowa Podoctinus pochodzi z greki i oznacza „kolczasta stopa”. Nawiązuje ona do rzędu kolców po wewnętrznej stronie uda.

## Systematyka
Około 130 opisanych gatunków należy do około 60 rodzajów. Rodzina podzielona jest na 3 podrodziny:
| Podrodzina: Erecananinae - Erecanana Strand, 1911 - Iyonus Suzuki, 1964 - Lomanius Roewer, 1923 Podrodzina: Ibaloniinae - Asproleria Roewer, 1949 - Austribalonius Forster, 1955 - Ceylonositalces Özdikmen, 2006 - Gargenna Roewer, 1949 - Heteroibalonius Goodnight & Goodnight, 1947 - Heteropodoctis Roewer, 1912 - Holozoster Loman, 1902 - Ibalonianus Roewer, 1923 - Ibalonius Karsch, 1880 - Ibantila Silhavy, 1969 - Leytpodoctis J. Martens, 1993 - Mesoceratula Roewer, 1949 - Metibalonius Roewer, 1915 - Orobunus Goodnight & Goodnight, 1947 - Paramesoceras Roewer, 1915 - Pentacros Roewer, 1949 - Podoctinus Roewer, 1923 - Proholozoster Roewer, 1915 - Santobius Roewer, 1949 - Sitalcicus Roewer, 1923 | Podrodzina: Podoctinae - Baramella Roewer, 1949 - Baramia Hirst, 1912 - Baso Roewer, 1923 - Basoides Roewer, 1949 - Bistota Roewer, 1927 - Bonea Roewer, 1913 - Centrobunus Loman, 1902 - Dino Loman, in Weber 1892 - Dongmoa Roewer, 1927 - Eupodoctis Roewer, 1923 - Eurytromma Roewer, 1949 - Gaditusa Roewer, 1949 - Hoplodino Roewer, 1915 - Idjena Roewer, 1927 - Idzubius Roewer, 1949 - Japetus Roewer, 1949 - Laponcea Roewer, 1936 - Lejokus Roewer, 1949 - Lundulla Roewer, 1927 - Metapodoctis Roewer, 1915 - Neopodoctis Roewer, 1912 - Oppodoctis Roewer, 1927 - Peromona Roewer, 1949 - Podoctellus Roewer, 1949 - Podoctis Thorell, 1890 - Podoctomma Roewer, 1949 - Podoctops Roewer, 1949 - Pumbaraius Roewer, 1927 - Sibolgia Roewer, 1923 - Stobitus Roewer, 1949 - Tandikudius Roewer, 1929 - Trencona Roewer, 1949 - Trigonobunus Loman, 1894 - Tryssetus Roewer, 1936 - Vandaravua Roewer, 1929 |